# 唐纳德·贾德
唐纳德·贾德（英語：Donald Judd、1928年6月3日—1994年2月12日）是美国的一名极简主义艺术家。他在作品中探索物體和其創造的空間的自主權和本質，追求沒有層次的極自然展現。雖然他的某些作品看似激昂而挑戰了極簡主義，但仍被視為極簡主義最重要的代表者。